# Pebas (distrito)
O Distrito peruano de Pebas é um dos quatro distritos que formam a Província de Mariscal Ramón Castilla, situada no Departamento de Loreto, pertencente a Região Loreto, Peru.